# Tlaltihuilec
Tlaltihuilec är en ort i Mexiko.   Den ligger i kommunen Tequila och delstaten Jalisco, i den centrala delen av landet, 500 km väster om huvudstaden Mexico City. Tlaltihuilec ligger 1 261 meter över havet och antalet invånare är 129.
Terrängen runt Tlaltihuilec är kuperad åt sydost, men åt nordväst är den bergig. Runt Tlaltihuilec är det ganska glesbefolkat, med 23 invånare per kvadratkilometer. Närmaste större samhälle är Atemanica, 7,2 km söder om Tlaltihuilec. I omgivningarna runt Tlaltihuilec växer huvudsakligen savannskog.